# Валахо-молдавская азбука
Вала́хо-молда́вская а́збука (старорумы́нская кири́ллица, молдавская кириллица, древне-молдавский шрифт, старомолдавская кириллица, влахо-славянская азбука, романокириллица, молдаво-валашское письмо, азбука влахо-молдавских рукописей, румынская кириллица) — кириллический алфавит, использовавшийся для записи румынского (старорумынского) языка в Валашском, Трансильванском и Молдавском княжестве до XIX века. В объединённой Румынии с начала 1860-х годов официально стал использоваться румынский алфавит на латинской основе; в Бессарабии с XIX века — русский алфавит.
Варианты кириллического алфавита, употреблявшиеся для молдавского языка в Молдавской АССР в 1924—1932 и в 1938—1940 гг. (между 1932 и 1938 гг. официально использовалась латиница) и с 1940 по 1989 в Молдавской ССР (см. Молдавский алфавит), значительно отличаются от традиционной кириллицы и представляют собой адаптацию русского алфавита для молдавского языка.
Перевод румынской письменности на латиницу был двухступенчатым: сначала (в 1830—1850-е годы) применялся так называемый «переходный алфавит», включавший как кириллические, так и латинские знаки, и лишь через несколько лет была введена латиница.

## Алфавит
Существует мнение, что достоинством кириллицы была её способность довольно чётко передавать фонетические особенности языка румын и молдаван. При этом Господарь Молдовы Димитрий Кантемир — учёный, писатель и музыкант — очень отрицательно относился к использованию кириллицы в молдавском языке: 
До Флорентийского собора по примеру других народов, испортивших свой язык, искажая римскую речь, молдаване употребляли латинские буквы. Но поскольку на этом соборе ... молдавский митрополит перешел на сторону латинян, его преемник, дьякон Марка Эфесского, болгарин родом, по имени Феоктист, дабы окончательно искоренить латинскую закваску из молдавской церкви и отнять у молодого поколения повод к чтению латинских софизмов, убедил Александра Доброго распорядиться не только изгнать инакомыслящих в вере, но и латинскую письменность заменить в своем княжестве славянской. И таким образом из-за излишнего и неуместного рвения он первым увековечил необразованность, в которой ныне пребывает Молдавия. Поскольку же славянских букв не хватало для надлежащего произношения всех слов, которые молдавский язык отчасти исказил из латинских, отчасти же воспринял из наречий соседних народов, понадобилось придумать некоторые новые буквы; по этой причине такое количество букв получил молдавский язык, которое не допускается ни в одном из других европейских языков, ибо в настоящее время вместе с орфографическими знаками и значками в нем насчитывается 47 [букв ]. <...> И потом те буквы ... молдаване стали употреблять в дружеской переписке и частных реестрах после удаления латинских букв; в священных же [делах], переписке господарей, реестрах казначейства и других бумагах, которые исходили от княжеского двора, в течение двух столетий использовался один лишь славянский язык. Поэтому даже сыновья знати никаким другим языком себя не утруждали, кроме славянского; а поежели на нем не могли преподаваться никакие иные науки, то после научения чтению, их обязывали выучить наизусть Часослов восточной церкви, Октоих и Псалтырь. После чего им давали толкование Евангелий, Деяний апостолов и Пятикнижия, редко и прочих книг Ветхого Завета, дабы могли хотя бы уяснить себе, что содержит Священное Писание"
Перевод на латиницу осуществлён в Валахии приказом Иона Гики от 8 февраля 1860 года, и в том же году — в Трансильвании, решением Филологической Комиссии из Сибиу. В Молдове латинский алфавит ввели официально в 1862 году указом министром образования Василе Урекя. При этом при создании алфавита за основу взяты итальянский и французский алфавиты.

### «Стандартный» вариант
Валахо-молдавская азбука была очень близка к современной ей церковнославянской; отличия в составе алфавита (на конец XVIII и XIX в.) таковы:
- литера ѕ применяется только как числовой знак, то есть фактически буквой не является;
- не используется ы, а в этом звуковом значении применяется большой юс ѫ;
- начальный слог [ын] ([ым] перед [б], [п], [м]) обозначается видоизменённой юсовой буквой «ын» (Ꙟ, ꙟ);
- для звонкой аффрикаты [дж] применяется специально изобретённая буква џ.

Некоторые буквы (ъ, ѣ, щ, гласные со знаком краткости) имеют отличное от русского извода церковнославянского звуковое содержание, более близкое к болгарской фонетике.
Алфавитный порядок воспроизводится по букварю: Букоавнъ пентру ꙟвъцътура прунчилѡр де а се депринде атѫт ла куноащерѣ словелѡр, ла словеніе, ши ла четаніе…. Букурещй, 1826. Порядок букв не был строго фиксирован и в некоторых азбуках и букварях мог существенно отличаться от приведённого. Некоторые издания включают в состав алфавита букву Ѿ, которая, как и Ы, на письме никогда не использовалась, но употреблялась в Пасхалии. Иногда Ѿ мог писаться в начале церковных терминов, заимствованных из церковнославянского: ѿпу́ст.
| буква | название | числовое значение | переходный алфавит | румынская латиница | молдавская кириллица | фонетическое значение | примечания |
| ----- | -------- | ----------------- | ------------------ | ------------------ | -------------------- | --------------------- | --- |
| А     | Азь      | 1                 | а                  | a                  | а                    | /a/                   | |
| Б     | Бу́ке     |                   | б                  | b                  | б                    | /b/                   | |
| В     | Ви́де     | 2                 | в                  | v                  | в                    | /v/                   | |
| Г     | Гла́голъ  | 3                 | g                  | g, gh              | г                    | /g/                   | |
| Д     | До́бръ    | 4                 | d                  | d                  | д                    | /d/                   | |
| Є, Е  | Їе́сть    | 5                 | е                  | e                  | е                    | /e/                   | Первый вариант начертания используется в начале слов, второй — в середине и конце. |
| Ж     | Жуве́те   | —                 | ж                  | j                  | ж                    | /ʒ/                   | |
| Ѕ     | Ѕе́ло     | 6                 | —                  | —                  | —                    | —                     | В ранних памятниках (Psaltirea Scheiană, XVI в.) использовалась для передачи аффрикаты /d͡z/, характерной для северных диалектов (Дм҃нꙋль ѕисѐ кътрѫ менѐ). Впоследствии вышла из употребления на письме, но использовалась как числовой знак. Соответствует букве ḑ в «этимологических» вариантах латинского алфавита, существовавших до 1904 г. В современном румынском языке используется буква z.                                   |
| З, Ꙁ  | Зе́млѣ    | 7                 | z, ḑ               | z                  | з                    | /z/                   | Начертание Ꙁ использовалось в середине и конце слов, а также для записи чисел. |
| І     | И́же      | 10                | i                  | i                  | и                    | /i/                   | И и І в словах, заимствованных из греческого и через греческий, употребляются на местах эты и иоты соответственно, а в румынских словах и в славянских заимствованиях ставятся по тому же принципу, как в дореволюционном русском: І перед гласными, И перед согласными и в конце слова. Часто использовалась в форме Ї. |
| И     | И        | 8                 | i, ĭ               | i                  | и, й, ь              | /i/, /j/, /ʲ/         | Символ И с краткой (Й) не считался отдельной буквой. Звуковое значение — неслоговое i (ĭ, й) и знак палатализации (ĭ, ь): май/maĭ/mai («ещё»); окй/ochĭ/ochi. В поздних вариантах валахо-молдавской азбуки знак краткости использовался также над У и I. |
| К     | Ка́ко     | 20                | k                  | c, ch              | к                    | /k/                   | |
| Л     | Лу́де     | 30                | l                  | l                  | л                    | /l/                   | |
| М     | Мисле́те  | 40                | m                  | m                  | м                    | /m/                   | |
| Н     | Нашь     | 50                | n                  | n                  | н                    | /n/                   | |
| Ѻ, О  | Онь      | 70                | o                  | o                  | о                    | /o/, /o̯/              | «Широкое» О использовалось в начале слова. |
| П     | Поко́й    | 80                | п                  | p                  | п                    | /p/                   | |
| Р     | Ри́це     | 100               | р                  | r                  | р                    | /r/                   | |
| С     | Сло́вѡ    | 200               | s                  | s                  | с                    | /s/                   | |
| Т     | Тве́рдѡ   | 300               | t                  | t                  | т                    | /t/                   | |
| У     | Укь      | —                 | ꙋ                  | u                  | у                    | /u/, /u̯/              | В традиционном варианте использовалось только гаммаобразное начертание. В поздних вариантах употреблялась с краткой (Ў) для обозначения неслогового /u/. |
| Ѹ     | У        | —                 | ɣ                  | u                  | у                    | /u/                   | Диграф Оу использовался в начале слова, как позиционный вариант У |
| Ф     | Фи́тъ     | 500               | f                  | f                  | ф                    | /f/                   | |
| Х     | Хїе́рь    | 600               | х                  | h                  | х                    | /h/                   | |
| Ѡ     | Ѡ        | 800               | o                  | o                  | о                    | /o/, /o̯/              | Ѡ и О различаются не только в заимствованных, но и в собственно румынских словах. Наиболее последовательно Ѡ употреблялась в местоимениях и артиклях lor/-lor и o (лѡр/-лѡр; ѡ), а также в словах лѡк, вѡр и др. В некоторых текстах Ѡ использовалась в начале слов вместо Ѻ (чаще всего широкая омега, Ꙍ), рядом с гласными, а также на конце слов (ѡм, адаѡг, аколѡ).                                                               |
| Ц     | Цѝ       | 900               | ц                  | ț                  | ц                    | /t͡s/                  | |
| Ч     | Черфь    | 90                | ч                  | c (перед e, i)     | ч                    | /t͡ʃ/                  | |
| Ш     | Ша       | —                 | ш                  | ș                  | ш                    | /ʃ/                   | |
| Щ     | Ща       | —                 | щ                  | șt                 | шт                   | /ʃt/                  | |
| Ъ     | Їе́рь     | —                 | ъ                  | ă                  | э                    | /ə/                   | |
| Ы     | Їѡ́рѵ     | —                 | —                  | —                  | —                    | —                     | Буква Ы обычно включалась в состав алфавита, но фактически на письме не использовалась, цифрового значения не имела. |
| Ь     | Ирь      | —                 | —                  | —                  | —                    | —                     | В ряде текстов Ь употреблялся после согласных на конце слов. Его функция была аналогичной Ъ в церковнославянском и русской дореформенной орфографии. Иногда Ь по церковнославянской модели заменялся знаком паерок. |
| Ѣ     | Їѧ́ть     | —                 | ea                 | ea                 | я                    | /e̯a/                  | В ряде случаев буква Ѣ могла передавать звук /e/: путѣре (putere, «сила»). Непоследовательность употребления Ѣ была связана с традицией и особенностями разных диалектов. |
| Ѫ     | Юсь      | —                 | î                  | â, î               | ы                    | /ɨ/                   | |
| Ю     | Ю        | —                 | iɣ, ĭɣ             | iu                 | ю                    | /ju/, /j/, //ʲ/       | В ряде случаев над Ю ставился знак краткой (ю̆). В этом случае её фонетическое значение было аналогично Й. Ю с краткой использовалась в том случае, если при изменении слова, имеющего в начальной форме на конце неслоговой «и» или мягкой согласный (как правило /r'/), прояснялся звук /u/: черю̆ — черюрй («небо—небеса»; ръзбою̆ — ръзбоюлуй («война»—"войны"). В некоторых диалектах на месте ю̆ присутствует призвук [u̯] или [ju̯]. |
| Ꙗ     | ꙗ́ко      | —                 | ia                 | ia                 | я                    | /ja/                  | Буква использовалась в начале слова, как позиционный вариант Ѧ. |
| Ѧ     | ꙗ́        | —                 | ia                 | ia                 | я                    | /ja/                  | |
| Ѳ     | Ѳи́та     | 9                 | t, ft              | t, th              | т                    | /t/, /f/, /θ/         | Используются для точной передачи греческого написания заимствованных слов (особенно имён и названий). |
| Ѯ     | Ѯи       | 60                | ks                 | x                  | кс                   | /ks/                  | Используются для точной передачи греческого написания заимствованных слов (особенно имён и названий). |
| Ѱ     | Ѱи       | 700               | пs                 | ps                 | пс                   | /ps/                  | Используются для точной передачи греческого написания заимствованных слов (особенно имён и названий). |
| Џ     | Џа       | —                 | џ                  | g (перед e, i)     | ӂ                    | /d͡ʒ/                  | |
| Ꙟ     | Ꙟь       | —                 | în, îm             | în, îm             | ын, ым               | /ɨn/, /ɨm/, /ɨ/       | Внешне напоминает стрелку ↑. Использовалась для передачи предлога/префикса în, îm («в»). В начале слова может также означать /ы/ в словах ꙟшй («себе»), ꙟль («его») и т. д. Является видоизменением одного из юсов (вероятно, большого: Ꙟ пишется в начале слов, а Ѫ — в середине и конце). Добавлена в Юникод только с версии 5.1, коды U+A65E и U+A65F, и поэтому может некорректно отображаться в устаревших версиях шрифтов.      |
| Ѵ     | Ѵпсило́нь | 400               | i, ɣ               | i, v               | и, в                 | /i/, /y/, /v/         | Используются для точной передачи греческого написания заимствованных слов (особенно имён и названий). |

### Примеры кириллицы
- Письмо Някшу из Кымпулунга, самый старый из датированных документов на валашском языке (1521 г.)
- Пример румынского текста («Отче наш») в кириллической записи (1786 г.)
- Пример румынского текста переходным алфавитом
- Страница 2 «Священной и божественной книги псалмов» (1723 г.), отпечатанной в годы правления Николая Маврокордата.
- Валахо-молдавская азбука, записанная гражданским шрифтом. Журнал «Луминъторюл» (1908 г.)

### Поздний вариант в Дунайских княжествах
Кириллическая письменность в Дунайских княжествах в последние годы своего существования (1830-е—1840-е годы, перед сменой на переходный алфавит и затем на латиницу, см. таблицу в разделе «Переходные алфавиты») претерпела некоторые изменения, например:
- ударения и придыхания вышли из употребления; также перестал использоваться Ь и заменявший его паерок.
- буква И вышла из употребления, заменившись на I (соответственно, Й превратилось в Ĭ);
- Проявилась тенденция к исключению дублетных букв: омега заменилась на обычное О; Оу на У. Буквы Ꙗ и Ѧ вытеснялись сочетанием ЇА;
- Некоторые авторы предлагали писать ЕА вместо Ѣ и ĬУ вместо Ю;
- В светской литературе начали исчезать буквы Ѯ, Ѱ, Ѳ, Ѵ, Щ.
- буква «ын» стала обозначать только гласный звук [ы], а носовой согласный (Н или М) стали писать отдельно (см., например, обложку книги В. Поппа «Дісертаціе деспре тіпографііле Ромѫнещǐ ꙟн Трансілваніа…», 1838, воспроизведённую на стр. 472 энциклопедического словаря «Книговедение», М.: Советская энциклопедия, 1982);
- вошла в употребление буква «гаммаобразный ук с краткой» — предок нынешней белорусской буквы Ў.

### Кириллица в Бессарабии
Орфографические новшества Румынии второй трети XIX века почти не нашли отражения в книгопечатной практике в Российской Бессарабии. Начиная с 1860-х годов в светских изданиях начинает использоваться гражданский шрифт. Так, молдавская версия «Кишинёвских епархиальных ведомостей» (1867—1871) печаталась «гражданкой» с сохранением традиционных букв и гаммаобразного начертания У. Богослужебные книги Кишинёвской епархиальной типографии пользовались определённым спросом среди консервативно настроенного духовенства в Румынии, где издание книг на румынском языке «славянскими буквами» было прекращено.
В 80—90-е годы XIX века издание литературы на молдавском полностью прекратилось и возобновилось только в начале XX в. Для религиозной и околорелигиозной литературы использовался как церковнославянский шрифт, так и гражданский. В текстах, напечатанных гражданским шрифтом, практически исчезла буква Ѣ, которую заменяли на Я. В светских изданиях получила распространение практика употребления русского алфавита для записи молдавского языка, однако некоторые авторы продолжали использовать буквы Ъ вместо Э и Й после согласных вместо Ь.
После присоединения Бессарабии к Румынии начался процесс перехода на латинский алфавит и к началу 1920-х годов традиционная кириллица полностью вышла из употребления.

## Сходство с церковнославянской письменностью
Валахо-молдавская письменность развивалась параллельно с современной ей церковнославянской (особенно украинского варианта русского извода), сходство доходит до мелочей:
- Используется та же система диакритических знаков:
  - над начальной гласной слов ставится тонкое придыхание (псили);
  - отмечаются ударения (оксия, вария, камора), причём выбор одного из этих трёх знаков проводится в точности по ц.-сл. правилам;
  - используются титла, простое и буквенные;
  - над ижицей встречается кендема — снова в точности по ц.-сл. системе;
  - единственное отличие от ц.-сл. диакритической системы — более широкое и буквальное применение краткой (не только над и, но и над ю, ѡ; в позднем варианте над у и i). Знак й не только служит обозначением звука [j], но и используется для обозначения мягкости конечных согласных.
- Как и в ц.-сл. орфографии, некоторые буквы (е, о, у, я) в начале слов имеют особую форму. Как и в украинской печати того же времени, особые начальные формы применяются дополнительно для букв д, з, с (в случае буквы с даже регулярнее, чем в ц.-сл. украинских изданиях).
- Пунктуация и использование прописных букв следуют ц.-сл. правилам.
- Обозначение буквами кириллицы чисел совпадает с ц.-сл. (в том числе и порядок букв в записи чисел второго десятка обратен позиционному: AI=1+10, BI=2+10 и т. д.), однако с маленькими типографскими отличиями:
  - для числа 400 по более архаической системе используется ижица, а не у-образная литера «ик»;
  - буква І, обозначающая число 10, сохраняет свои две точки.
  - буквы, имеющие двоякое начертание для инициальной и иных позиций, используются в числах по-разному: для е, о, с берётся инициальное начертание, а для д и з — наоборот.
- Шрифты, использование киновари, техническое и художественное оформление книг (шпации, кустоды, колонтитулы, пагинация, оформление заголовков, сносок и маргиналий, буквицы, заставки и т. п.) совпадают с ц.-сл. изданиями.

## Переходные алфавиты
В Валахии, начиная с 1830-х годов и заканчивая официальным принятием латинского алфавита в 1862 году не было чёткой регламентации письменности и использовалось несколько кириллических, латинских и переходных (включающих себя символы как кириллицы, так и латиницы) алфавитов. В таблице показана часть алфавитов, бывших в употреблении в этот период.
| До 1830  | 1833                                        | 1838                                        | 1846 (1), 1848    | 1846 (2)                              | 1858        | 1860        |
| -------- | ------------------------------------------- | ------------------------------------------- | ----------------- | ------------------------------------- | ----------- | ----------- |
| А а      | А а                                         | А а                                         | А а               | А а                                   | A a         | A a         |
| Б б      | Б б                                         | Б б                                         | Б б               | Б б                                   | B b         | Б б         |
| В в      | В в                                         | В в                                         | В в               | В в                                   | V v         | В в         |
| Г г      | Г г                                         | Г г                                         | Г г               | Г г                                   | G g         | Г г         |
| Д д      | Д д                                         | Д д                                         | D d               | Д д                                   | D d         | D d         |
| Є є, Е e | Є є                                         | Є є                                         | E e               | Ε ε                                   | E e         | E e         |
| Ж ж      | Ж ж                                         | Ж ж                                         | Ж ж               | Ж ж                                   | J j         | Ж ж         |
| Ѕ ѕ      | Ѕ ѕ                                         | Дз дз                                       | Ḑ ḑ               | Дз дз                                 | Dz dz       | Dz dz       |
| З з      | З з                                         | З з                                         | Z z               | З з                                   | Z z         | Z z         |
| И и      | И и                                         | I i                                         | I i               | І і                                   | I i         | I i         |
| І і      | Ї ї                                         | I i                                         | I i               | І і                                   | I i         | I i         |
| К к      | К к                                         | К к                                         | K k               | К к                                   | K k         | K k         |
| Л л      | Л л                                         | Л л                                         | Л л               | Л л                                   | L l         | L l         |
| М м      | М м                                         | М м                                         | M m               | М м                                   | M m         | M m         |
| Н н      | Н н                                         | Н н                                         | N n               | Ⲛ ⲛ                                   | N n         | N n         |
| Ѻ Ѻ, О o | О о                                         | О о                                         | O o               | О о                                   | О о         | O о         |
| П п      | П п                                         | П п                                         | П п               | П п                                   | П п         | П п         |
| Р р      | Р р                                         | Р р                                         | Р р               | Р р                                   | R r         | Р р         |
| С с      | С с                                         | С с                                         | S s               | С с                                   | S s         | S s         |
| Т т      | Т т                                         | Т т                                         | T t               | Т т                                   | T t         | T t         |
| Ѹ ѹ      | У у (начальное), Ꙋ ꙋ (в середине и в конце) | Ꙋ ꙋ                                         | Ꙋ ꙋ               | Ꙋ ꙋ                                   | Ꙋ ꙋ         | Ꙋ ꙋ         |
| Ꙋ, ȣ     | У у (начальное), Ꙋ ꙋ (в середине и в конце) | Ꙋ ꙋ                                         | Ꙋ ꙋ               | Ꙋ ꙋ                                   | Ꙋ ꙋ         | Ꙋ ꙋ         |
| Ф ф      | Ф ф                                         | Ф ф                                         | Ф ф               | Ф ф                                   | F f         | Ф ф         |
| Х х      | Х х                                         | Х х                                         | Х х               | Х х                                   | Х х         | Х х         |
| Ѡ ѡ      | Ѡ ѡ (только «(-)лѡр»)                       | О о                                         | O o               | О о                                   | О о         | О о         |
| Щ щ      | Щ щ                                         | Щ щ                                         | Щ щ               | Шт шт                                 | Шt шt       | Шt шt       |
| Ц ц      | Ц ц                                         | Ц ц                                         | Ц ц               | Ц ц                                   | Ц ц         | Ц ц         |
| Ч ч      | Ч ч                                         | Ч ч                                         | Ч ч               | Ч ч                                   | Ч ч         | Ч ч         |
| Ш ш      | Ш ш                                         | Ш ш                                         | Ш ш               | Ш ш                                   | Ш ш         | Ш ш         |
| Ъ ъ      | Ъ ъ                                         | Ъ ъ                                         | Ъ ъ               | Ъ ъ                                   | Ъ ъ         | Ъ ъ         |
| Ы ы      | Ꙟ ꙟ (начальное), Ѫ ѫ (в середине и в конце) | Ꙟ ꙟ (начальное), Ѫ ѫ (в середине и в конце) | Ꙟ ꙟ               | Ꙟ ꙟ                                   | Î î         | Î î         |
| Ѣ ѣ      | Ѣ ѣ                                         | Ѣ ѣ                                         | Ea                | Εа (лигатура — только строчные буквы) | Ea          | Ea          |
| Ю ю      | Ю ю                                         |                                             |                   | IꙊ (лигатура — только строчные буквы) |             |             |
| Ꙗ ꙗ      | Ꙗ ꙗ (начальное), Ѧ ѧ (в середине и в конце) | Ꙗ ꙗ                                         | Ꙗ Iа (лигатура) ꙗ | IА Iа ꙗ                               | Ĭa ĭa       | Ĭa ĭa       |
| Ѥ ѥ      | Йє йє                                       | Ĭe ĭe                                       | Ĭe ĭe             | Ĭε ĭε                                 | Ĭe ĭe       | Ĭe ĭe       |
| Ѧ ѧ      | Ꙗ ꙗ (начальное), Ѧ ѧ (в середине и в конце) | Ꙗ ꙗ                                         | Ꙗ Iа (лигатура) ꙗ | IА Iа ꙗ                               | Ĭa ĭa       | Ĭa ĭa       |
| Ѫ ѫ      | Ꙟ ꙟ (начальное), Ѫ ѫ (в середине и в конце) | Ꙟ ꙟ (начальное), Ѫ ѫ (в середине и в конце) | Ꙟ ꙟ               | Ꙟ ꙟ                                   | Î î         | Î î         |
| Ѯ ѯ      | Кс кс                                       | Кс кс                                       | Ks ks             | Кс кс                                 | Ks ks       | Ks ks       |
| Ѱ ѱ      | Пс пс                                       | Пс пс                                       | Пs пs             | Пс пс                                 | Пs пs       | Пs пs       |
| Ѳ ѳ      | Т т                                         | Т т                                         | T t               | Ѳ ѳ                                   | T t         | T t         |
| Ѵ ѵ      | И, Ꙋ                                        | I, Ꙋ                                        | I, Ꙋ              | І, Ꙋ                                  | I, Ꙋ        | I, Ꙋ        |
| Ꙟ ꙟ      | Ꙟн ꙟн Ꙟм ꙟм                                 | Ꙟн ꙟн Ꙟм ꙟм                                 | Ꙟн ꙟн Ꙟм ꙟм       | Ꙟⲛ ꙟⲛ Ꙟм ꙟм                           | În în Îm îm | În în Îm îm |
| Џ џ      | Џ џ                                         | Џ џ                                         | Џ џ               | Џ џ                                   | Џ џ         | Џ џ         |

- Первая почтовая марка княжества Молдавия
(первый выпуск, 1858)
- Почтовая марка второго выпуска княжества Молдавия (1858)